# Санта-Лучия-ди-Пьяве
Санта-Лучия-ди-Пьяве (итал. Santa Lucia di Piave) — коммуна в Италии, располагается в провинции Тревизо области Венеция.
Население составляет 7226 человек, плотность населения составляет 380 чел./км². Занимает площадь 19 км². Почтовый индекс — 31025. Телефонный код — 0438.
Покровителем населённого пункта считается Луция Сиракузская (итал. Santa Lucia). Праздник ежегодно празднуется 13 декабря.

## Города-побратимы
- Кастане-Толозан (Франция, с 2005)